# Alexander Mühling
Alexander Mühling (Oberhausen, 5 settembre 1992) è un calciatore tedesco, centrocampista del RW Oberhausen.